# Horisme aorista
Horisme aorista là một loài bướm đêm trong họ Geometridae.